# Wolfhart Burdenski
Wolfhart Burdenski (* 12. April 1915 in Königsberg; † 28. August 2010 in Frankfurt am Main) war von 1968 bis 1978 Richter am deutschen Bundessozialgericht.
Nach dem 1937 bestandenen ersten juristischen Staatsexamen nahm Burdenski am Zweiten Weltkrieg teil. Im März 1946 kehrte er aus der Kriegsgefangenschaft zurück und absolvierte im Jahre 1949 die zweite juristische Staatsprüfung.
Burdenski trat in den höheren Justizdienst ein und wurde zunächst in der ordentlichen Gerichtsbarkeit tätig, ehe er im Jahre 1954 an das Landessozialgericht Hamburg abgeordnet wurde. 1956 erfolgte seine Ernennung zum Landessozialgerichtsrat und 1961 die weitere Beförderung zum Senatspräsidenten.
Beim Bundessozialgericht war Burdenski vom August 1968 bis zu seinem Eintritt in den Ruhestand am 1. September 1978 tätig, zuletzt als stellvertretender Vorsitzender des 8. und des 10. Senats. Im Anschluss war er Rechtsanwalt in Frankfurt.